# Hostrup Sogn (Tønder Kommune)
 For alternative betydninger, se Hostrup Sogn. (Se også artikler, som begynder med Hostrup Sogn)
Hostrup Sogn er et sogn i Tønder Provsti (Ribe Stift).
Hostrup Sogn hørte til Slogs Herred i Tønder Amt. Hostrup sognekommune blev ved kommunalreformen i 1970 indlemmet i Tønder Kommune.
I Holbøl Sogn ligger Holbøl Kirke.
I Hostrup Sogn ligger Hostrup Kirke.
I sognet findes følgende autoriserede stednavne:
- Hostrup (bebyggelse, ejerlav)
- Jejsing (bebyggelse, ejerlav)
- Jejsing Mark (bebyggelse)
- Rørkær (bebyggelse, ejerlav)
- Solderup (bebyggelse, ejerlav)
- Solderup Mark (bebyggelse)
- Solvig (landbrugsejendom)
- Tidsholm (bebyggelse)
- Trespring (bebyggelse)

## Afstemningsresultat
Folkeafstemningen ved Genforeningen i 1920 gav i Hostrup Sogn 299 stemmer for Danmark, 285 for Tyskland. Af vælgerne var 34 tilrejst fra Danmark, 87 fra Tyskland.